# Roca ultramàfica

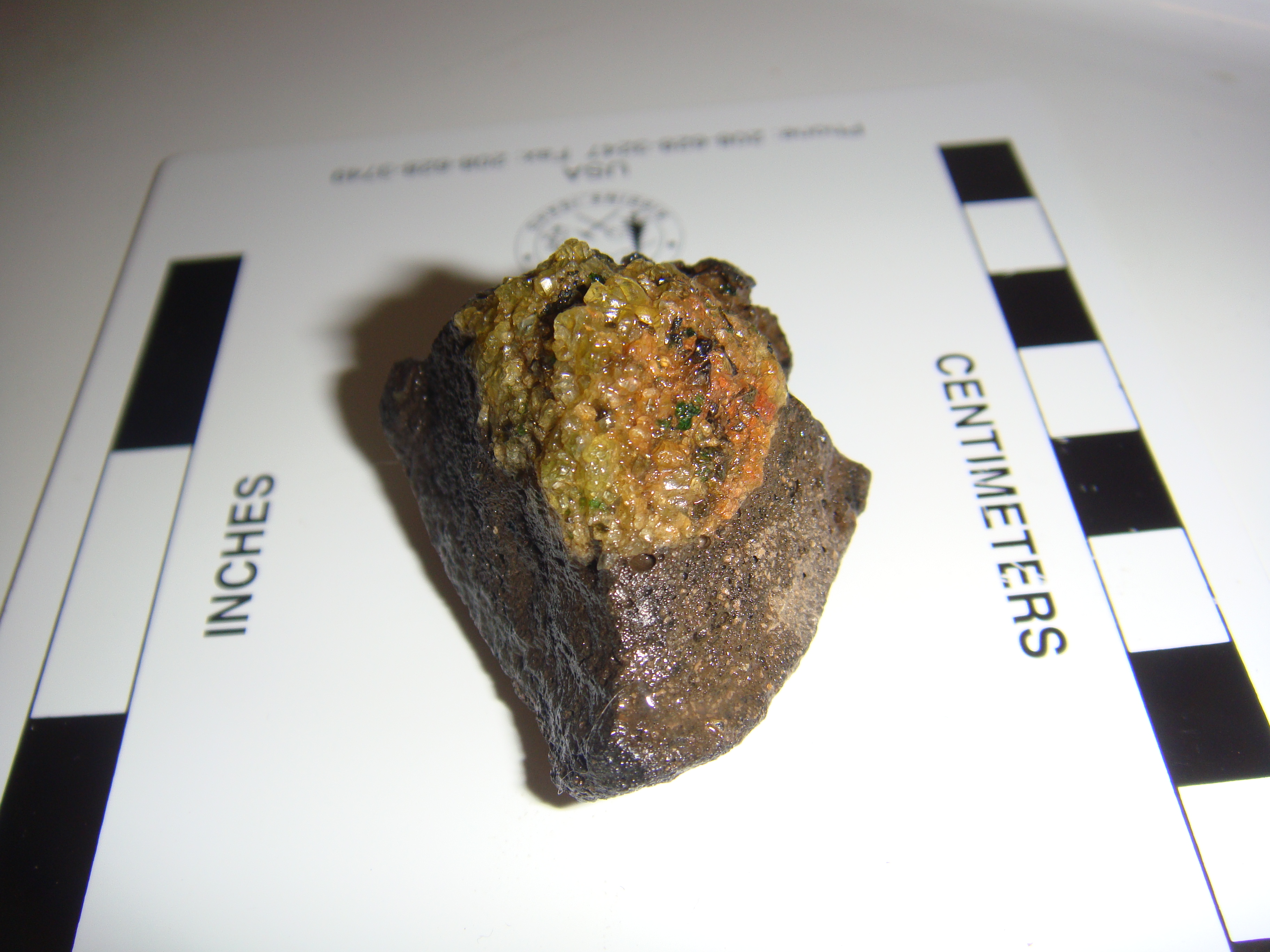
Oliví en una peridotita meteoritzant-se a iddingsita dins el xenòlit

Les roques ultramàfiques (també anomenades roques ultrabàsiques, malgrat que els dos termes no són completament equivalents) són roques ígnies i roques metamòrfiques amb molt baix contingut en sílice (menys del 45%), generalment >18% MgO, altes en FeO, baixes en potassi, i estan compostes generalment en més d'un 90% de minerals màfics (de color fosc i rics en magnesi i ferro). El mantell geològic està compost de roques ultramàfiques.

El terme "roques ultrabàsiques" és més inclusiu, ja que inclou roques ígnies amb baix contingut de sílice que poden estar no extremadament enriquides en Fe i Mg, com les carbonatites i les roques ígnies ultrapotàssiques.

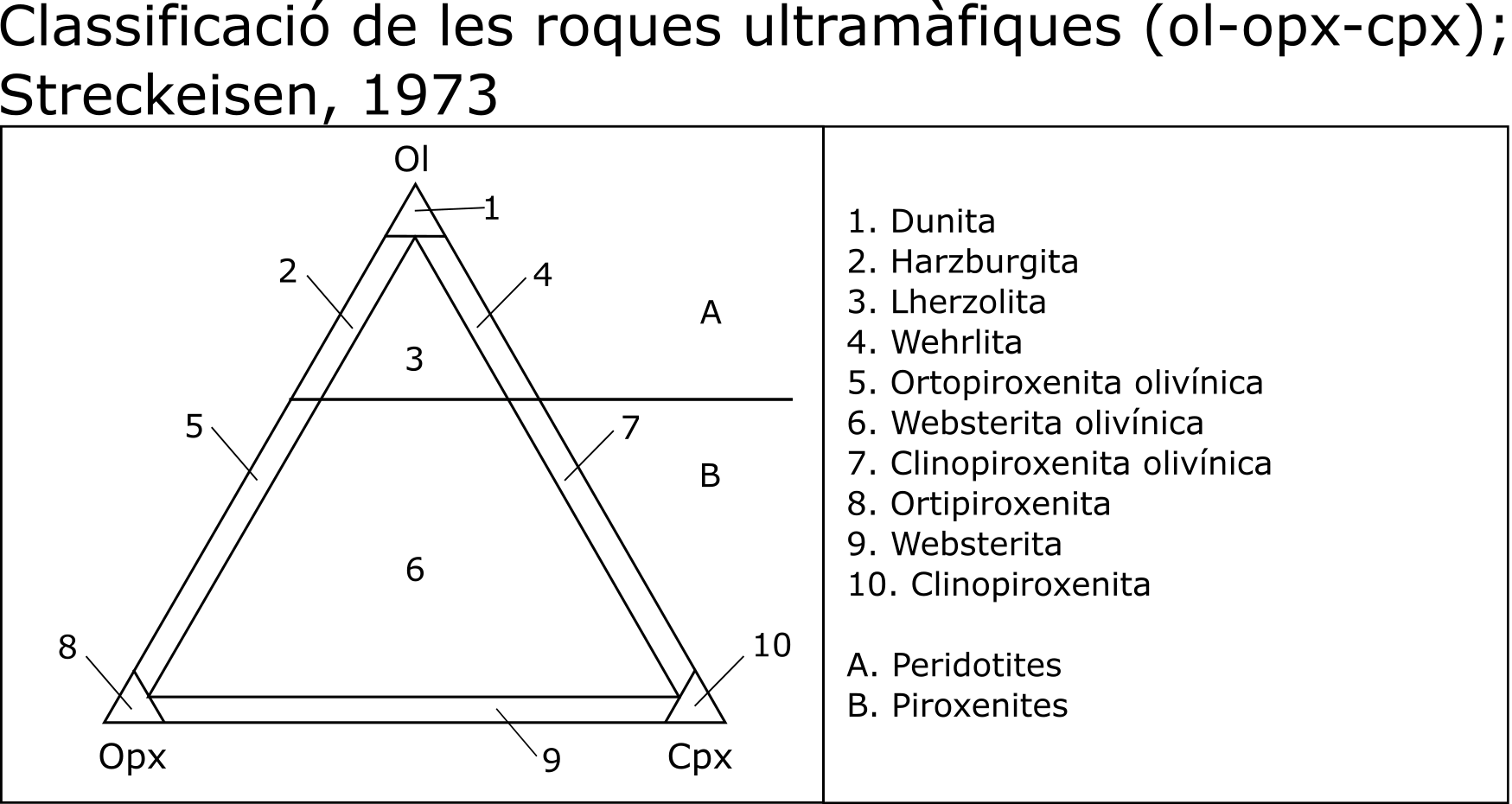
Classificació de les roques ultramàfiques (ol-opx-cpx).
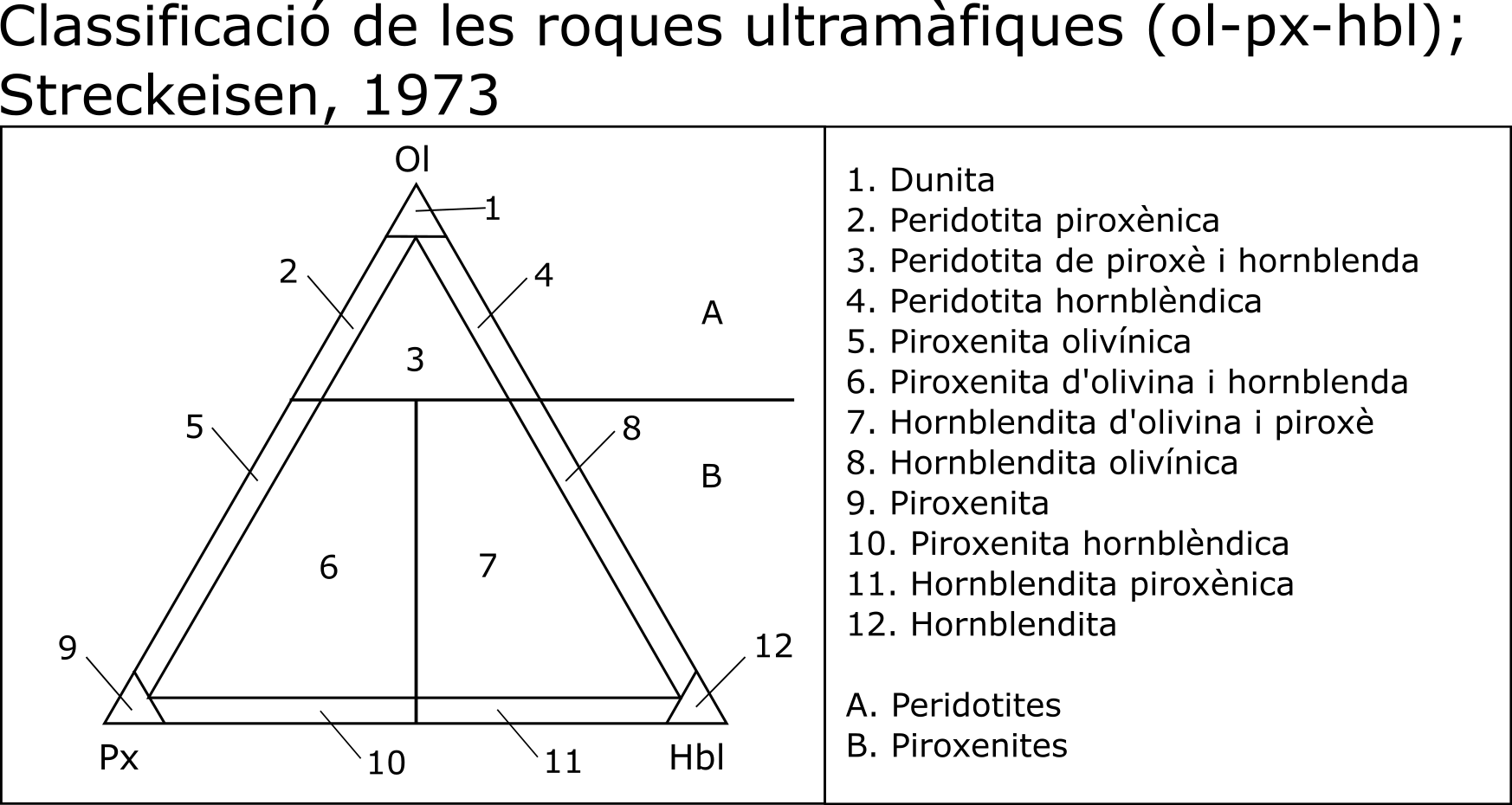
Classificació de les roques ultramàfiques (ol-px-hbl).